# Voorbedekerk van de Moeder Gods aan de Gorodnja
De Voorbedekerk van de Moeder Gods (Russisch: Церковь Покрова Пресвятой Богородицы в Покровском) is een aan de Gorodnja-rivier gelegen Russisch-orthodoxe kerk in Moskou. Afgekort wordt de kerk vaak Voorbedekerk genoemd. Het is het enige overlevende monument van geschiedenis en architectuur in het gebied.

## Locatie
De kerk is gelegen aan de 2e Pokrovskaja oelitsa in het Zuidelijk Okroeg van Moskou.

## Geschiedenis
De stenen kerk werd in 1722 in het toenmalige dorp Pokrovskoje gebouwd ter vervanging van een vervallen houten kerk uit 1627. In 1878 werd de klokkentoren gebouwd die in 1895 door een refter werd verbonden met het kerkgebouw.
In 1938 werd de kerk gesloten voor de eredienst en geschikt gemaakt voor de ingebruikname door een fabriek. De toren werd in 1941 grotendeels afgebroken om te voorkomen dat Duitse piloten het gebouw als oriëntatiepunt konden gebruiken bij hun aanvallen op Moskou. Ook de apsis van de kerk werd gesloopt. In de jaren 60 werd het interieur verder verwoest en het hek rond de kerk gesloopt.
Sinds 1968 maakt het dorp Pokrovskoje deel uit van Moskou. De oude dorpsbebouwing verdween uit het gebied en in 1980 was er geen enkel houten huis meer van het oude dorp over. Ervoor in de plaats kwam industriële bouw. Het zeer vervallen kerkgebouw keerde in de vroege jaren 90 terug naar de gelovigen. Het gebouw werd gerenoveerd en voor een groot deel herbouwd.